# 26. kolovoza
26. kolovoza (26. 8.) 238. je dan godine po gregorijanskom kalendaru (239. u prijestupnoj godini).
Do kraja godine ima još 127 dana.

## Događaji
- 1071. – Odigrala se Bitka kod Mancikerta.
- 1914. – Francuske i britanske postrojbe, nakon višednevnih borbi, osvojile njemačku koloniju Togo u zapadnoj Africi.
- 1939. – U osvit Drugoga svjetskog rata potpisan je sporazumom Cvetković-Maček i time stvorena Banovina Hrvatska.[1]
- 1941. – Strijeljani zarobljeni pripadnici Prvog splitskog partizanskog odreda u Ruduši kod Sinja.
- 1942. – Partizani oslobađaju 700 djece iz Koncentracijskog logora za djecu Jastrebarsko u NDH nakon čega se logor zatvara.
- 1945. – Subotičke novine "Slobodna Vojvodina" počele izlaziti pod imenom "Hrvatska riječ".
- 1990. – Velika rudarska tragedija u jami Dobrnja II rudnika Kreka. Poginulo 180 rudara.
- 1995. – Vlak slobode krenuo iz Zagreba za Split, preko Karlovca, Gospića i Knina, simbolički obnovio željezničku vezu između sjevera i juga Hrvatske.
- 2008. – Rusija priznala neovisnost pobunjenih gruzijskih pokrajina Južne Osetije i Abhazije.

| - 1454. – Katarina Cornaro, ciparska kraljica († 1510.) - 1676. – Robert Walpole, britanski državnik († 1745.) - 1743. – Antoine Laurent de Lavoisier, francuski kemičar († 1794.) - 1906. – Vjekoslav Afrić, hrvatski glumac, redatelj i scenarist († 1980.) - 1910. – Majka Terezija, časna sestra albanskog podrijetla († 1997.) - 1913. – Boris Pahor, slovenski književnik († 2022.) - 1917. – Zvonimir Cimermančić, hrvatski nogometaš († 1979.) - 1926. – Miroslav Brozović, hrvatski nogometaš († 2006.) - 1928. – Vladimir Beara, hrvatski nogometni vratar († 2014.) - 1929. – Gabrijel Gruzijski, gruzijski pravoslavni redovnik († 1995.) - 1947. – Wolfgang Petritsch, austrijski diplomat - 1958. – Zlatko i Zoran Vujović, hrvatski nogometaši - 1962. – Senad Bašić, bosanskohercegovački glumac - 1964. – Mehriban Alijeva, azerbejdžanska poltičarka - 1971. – Thalía, meksička glumica i pjevačica - 1980. – Macaulay Culkin, američki glumac - 1983. – Yvonne Schnock, njemačka skijašica hrvatskog porijekla - 1993. – Marko Livaja, hrvatski nogometaš - 1996. – Paula i Stela Posavec, hrvatske rukometašice | - 526. – Teodorik Veliki, ostrogotski kralj (* 454.) - 1278. – Otakar II., češki kralj (* 1230.) - 1850. – Luj Filip, francuski kralj (* 1773.) - 1878. – Mariam Baouardy, palestinska svetica (* 1846.) - 1974. – Charles Lindbergh, američki zrakoplovac (* 1902.) - 1992. – Đurđica Barlović, hrvatska pjevačica (* 1950.) - 2006. – Bosiljka Janjatović, hrvatska povjesničarka (* 1936.) |

## Imendani
- Rufin
- Zefirin
- Jadranko

1. ↑  Krešimir Erdelja, Igor Stojaković, Koraci kroz vrijeme 4, udžbenik povijesti u četvrtom razredu gimnazije, 5. izdanje, Školska knjiga, Zagreb 2020., str. 153, 154